# Pristojba
Pristojba ili taksa je propisan iznos koji se plaća prilikom obavljanja administrativnog posla. Pristojbe su jedan od najstarijih fiskalnih oblika. Poznate su već u starom vijeku. Osnovna karakteristika je da je to onaj iznos novaca koji se plaća kao ekvivalent za učinjenu uslugu. Usluge čini državna administracija ili druga tijala fizičkim ili pravnim osobama.
Plaćanje pristojbi odvojilo se od izravnog obavljanja usluge, tako da službenik samo provjerava je li pristojba plaćena. Pristojbe se obićno plaćaju kupnjom pristojbenih (taksenih) maraka koje emitira nositelj fiskalne vlasti. Prihodi od pristojbi obično su prihod proračuna (budžeta), ali mogu biti i izravan prihod određenih korisnika. Određene pristojbe mogu se plaćati i u gotovu novcu. Mogu se propisivati određena oslobođenja od plaćanja pristojbi.
Pristojba može biti:
- osobna → propisuje se radi socijalnih razloga
- predmetna → vezana je za radnje koje su od interesa da se obavljaju

## Klasifikacija pristojbi
1. prema subjektu
  - republičke
  - županijske
  - općinske
  - komunalne
  - crkvene
  -  i druge pristojbe
2. prema službama koje obavljaju usluge
  - administrativne
  - carinske
  - konzularne
  - sudske
  - katastarske
  - crkvene 
  - i druge pristojbe
3. prema načinu plaćanja
  - izravne
  - neizravne
4. prema predmetu fiskalnog zahvaćanja
  - (npr. boravišne pristojbe)